# Kazuarowate
Kazuarowate (Casuariidae) – rodzina ptaków z rzędu kazuarowych (Casuariiformes). Obejmuje dwie podrodziny nielotnych ptaków zamieszkujących Australię, Nową Gwineę i sąsiednie wyspy.

## Systematyka
Do rodziny należą dwie podrodziny, niekiedy podnoszone do rangi rodzin:
- Casuariinae Kaup, 1847 – kazuary
- Dromaiinae Huxley, 1868 – emu